# Washington Stecanelo Cerqueira
Washington Stecanela Cerqueira (Brasilia, 1 april 1975) is een voormalig Braziliaans voetballer, bekend onder zijn spelersnaam Washington.

## Carrière
De robuuste Washington begon zijn carrière bij Caxias, een kleinere club uit Rio Grande do Sul. Na kort te hebben gespeeld bij grote clubs als Internacional, Grêmio en Ponto Preta kwam zijn uiteindelijke doorbraak bij Paraná. Ponte Preta was zeer onder de indruk van zijn prestaties en besloot hem terug te halen. Ondanks zijn grote zware lijf en nogal traagheid kon de speler toch veel doelpunten maken. Zijn speelstijl deed veel denken aan zijn landgenoot Mário Jardel.
Voor Ponte Preta bleek deze transfer geen verkeerde keuze, Washington scoorde aan de lopende band en speelde zijn eerste interlands. De spits kreeg steeds meer aanbiedingen uit het buitenland. In de zomer van 2002 tekende de grote aanvaller bij Fenerbahçe. Zijn periode bij de Turkse ploeg verliep zeer succesvol totdat de speler last kreeg van zijn hart. Doctoren stelden vast dat de Braziliaan een zwak hart had. De aderen rondom zijn hart waren te nauw om voldoende bloed te kunnen pompen. De artsen adviseerden Washington om te stoppen met voetbal. Fenerbahçe besloot hierop het contract van de speler per direct te ontbinden. De club vond het onverantwoord om een 'zieke' speler te laten spelen.

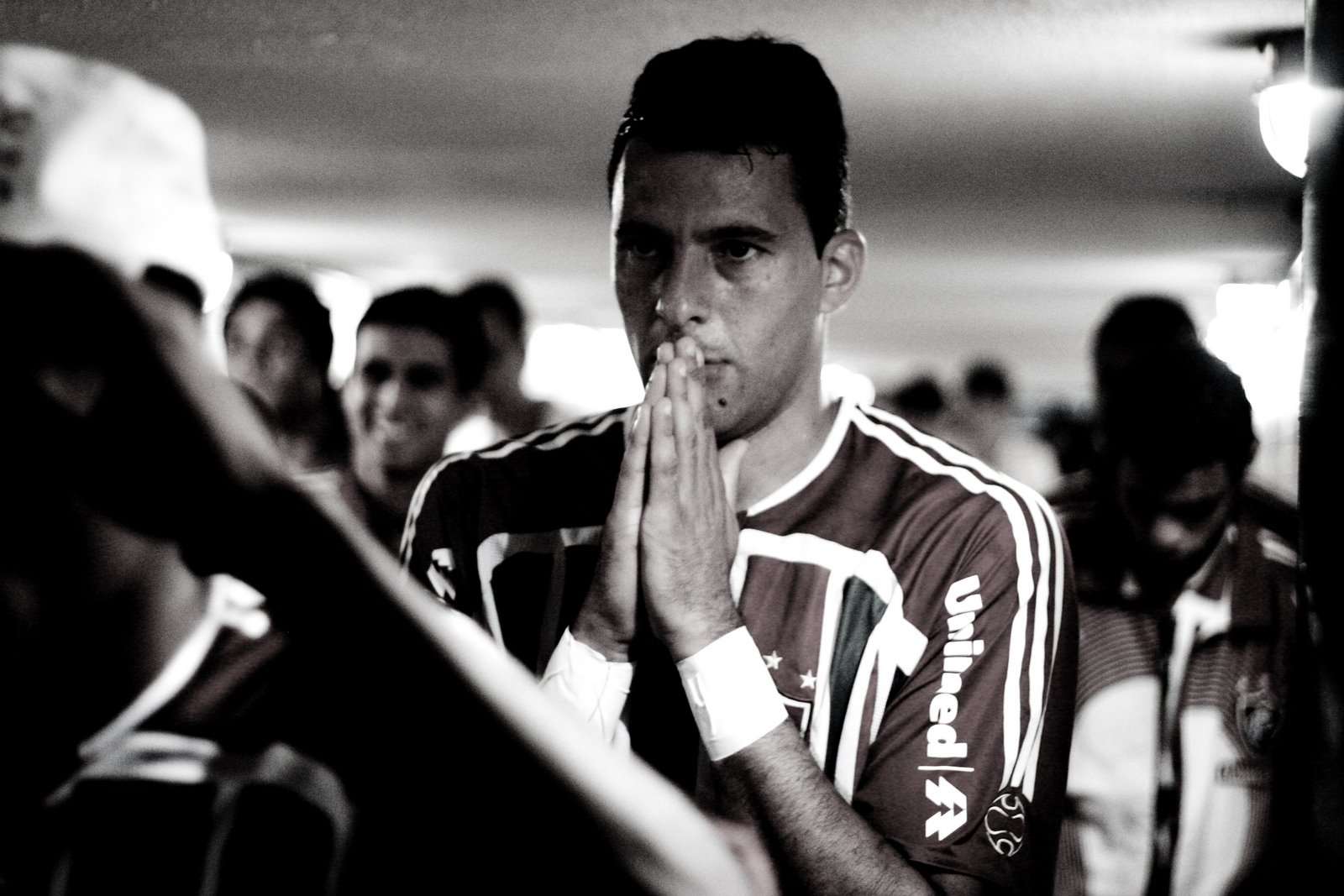
Washington in 2008 voor de finale van de Copa Libertadores

Later onderging de Braziliaanse spits een succesvolle hartoperatie en besloot zijn carrière te hervatten. Atlético Paranaense bood hem een contract aan, en hiermee keerde de speler terug op de velden. Direct werd hij dan ook de topscoorder van de Série A met 34 doelpunten uit 38 wedstrijden. De cijfers zijn verbluffend maar een transfer naar een topclub bleef uit. Verrassend vertrok de Braziliaan naar Japan. Na Tokyo Verdy was Urawa Red Diamonds zijn tweede club uit Japan. In 2008 keerde hij terug naar Brazilië waar hij uitkwam voor Fluminense. Met de club bereikte hij de finale van de Copa Libertadores, die verloren werd van het Ecuadoraanse LDU Quito. In 2009 vertrok hij naar topclub São Paulo. Hij beëindigde zijn carrière bij Fluminense.
Op 25 april 2001 debuteerde Washington in de nationale ploeg van Brazilië in een wedstrijd tegen Peru. In mei van dat jaar scoorde hij zijn eerste goal tegen het Japanse Tokyo Verdy, echter telt dit niet als interland omdat het tegen een club was en niet tegen een land. Zijn laatste optreden was in maart 2002 in een vriendschappelijke wedstrijd tegen IJsland, die Brazilië met 6-1 won.

## Erelijst
Tokyo Verdy
- Japanse Supercup: 2005

 Urawa Reds
- Japanse Supercup: 2006
- Emperor's Cup: 2006
- J-League 1: 2006
- AFC Champions League: 2007

 Fluminense
- Campeonato Brasileiro Série A: 2010

1 Dida ·
2 Zé Maria ·
3 Lúcio ·
4 Edmílson ·
5 Léomar ·
6 Gustavo Nery ·
7 Leandro ·
8 Vampeta  ·
9 Sonny Anderson ·
10 Robert ·
11 Carlos Miguel ·
12 Carlos Germano ·
13 Evanílson ·
14 César Belli ·
15 Caçapa ·
16 Léo ·
17 Vágner ·
18 Fábio Rochemback ·
19 Júlio Baptista ·
20 Ramon ·
21 Washington ·
22 Magno Alves ·
23 Fábio Costa ·
Coach: Leão